# 塔夫脱 (加利福尼亚州)
塔夫脱（英語：Taft），是美国加利福尼亚州克恩县下属的一座城市。建市于1910年11月7日，面积大约为15.11平方英里（39.1平方公里）。根据2010年美国人口普查，该市有人口9,327人。